# Tir à l'arc aux Jeux olympiques d'été de 1988
Navigation
Los Angeles 1984 Barcelone 1992
Le tir à l'arc est programme des Jeux olympiques d'été de 1988 à Séoul. Deux épreuves supplémentaires font leur apparition, le tir à l'arc par équipe masculin et féminin.

## Médaillés
| Épreuves         | Or                                                       | Argent                                                         | Bronze                                                    |
| Homme individuel | Jay Barrs, États-Unis                                    | Park Sung-Soo, Corée du Sud                                    | Vladimir Echeev, URSS                                     |
| Femme individuel | Kim Soo-Nyung, Corée du Sud                              | Wang Hee-Kyung, Corée du Sud                                   | Yun Young-Sook, Corée du Sud                              |
| Homme par équipe | Corée du Sud Park Sung-Soo Chun In-Soo Lee Han-Sup       | États-Unis Jay Barrs Richard McKinney Darrell Pace             | Royaume-Uni Steven Hallard Leroy Watson Richard Priestman |
| Femme par équipe | Corée du Sud Kim Soo-Nyung Wang Hee-Kyung Yun Young-Sook | Indonésie Nurfitriyana Saiman Kusuma Wardhani Lilies Handayani | États-Unis Denise Parker Melanie Skillman Debra Ochs      |

## Tableau des médailles
| Rang | Pays         | Or | Argent | Bronze | Total |
| 1    | Corée du Sud | 3  | 2      | 1      | 6     |
| 2    | États-Unis   | 1  | 1      | 1      | 3     |
| 3    | Indonésie    | 0  | 1      | 0      | 1     |
| 4    | URSS         | 0  | 0      | 1      | 1     |
| 5    | Royaume-Uni  | 0  | 0      | 1      | 1     |